# Dolichomitus irritator
Dolichomitus irritator là một loài tò vò trong họ Ichneumonidae.